# Oleksandro-Zavadske, Dobrovelîcikivka
Oleksandro-Zavadske (în ucraineană Олександро-Завадське) este un sat în comuna Drujeliubivka din raionul Dobrovelîcikivka, regiunea Kirovohrad, Ucraina.

## Demografie
Componența lingvistică a localității Oleksandro-Zavadske
     Ucraineană (98,59%)
     Alte limbi (0,94%)
Conform recensământului din 2001, majoritatea populației localității Oleksandro-Zavadske era vorbitoare de ucraineană (98,59%), existând în minoritate și vorbitori de alte limbi.